# 哈姆林鎮區 (密西根州伊頓縣)
哈姆林鎮區（英語：Hamlin Township）是位於美國密西根州伊頓縣的一個行政鎮區。

## 地方資料
哈姆林鎮區的面積為89.20平方千米，當中陸地面積為88.80平方千米，而水域面積為0.40平方千米。根據2020年美國人口普查的數據，當地共有人口3227人，而人口密度為每平方千米36.18人。